# Bridgehampton
Bridgehampton est un hameau de la péninsule de South Fork situé dans le sud-est l'île de Long Island aux États-Unis, dépendant de l'agglomération de Southampton, dans le comté de Suffolk. 
Sa population était de 1 756 habitants en 2010. 

## Histoire
Peu après la fondation de Southampton en 1640, des colons se déplacèrent vers l'est dans un territoire nommé Sagaponack et Mecox par les indiens Shinnecock. À l'extrémité de l'étang de Sagg ils établirent une colonie appelée Bullhead et renommée plus tard Bridgehampton -- après la construction d'un pont enjambant l'étang. Le Sagg Bridge fut construit en 1686 par Ezekiel Sandford. Le pont était un lien entre Mecox et Sagaponack puis il donna son nom à la localité de  Bridgehampton. La ville habritait le musée Dia Bridgehampton

## Source
- (en) Cet article est partiellement ou en totalité issu de l’article de Wikipédia en anglais intitulé « Bridgehampton, New York » (voir la liste des auteurs).